# Kungsholm (Schiff, 1928)
Die Kungsholm war ein schwedisches Passagierschiff der Svenska Amerika Linien, das 1927–1928 bei Blohm + Voss in Hamburg gebaut wurde.

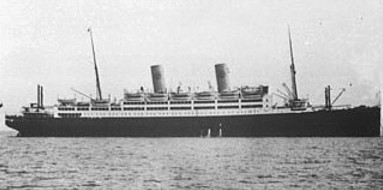
Kungsholm

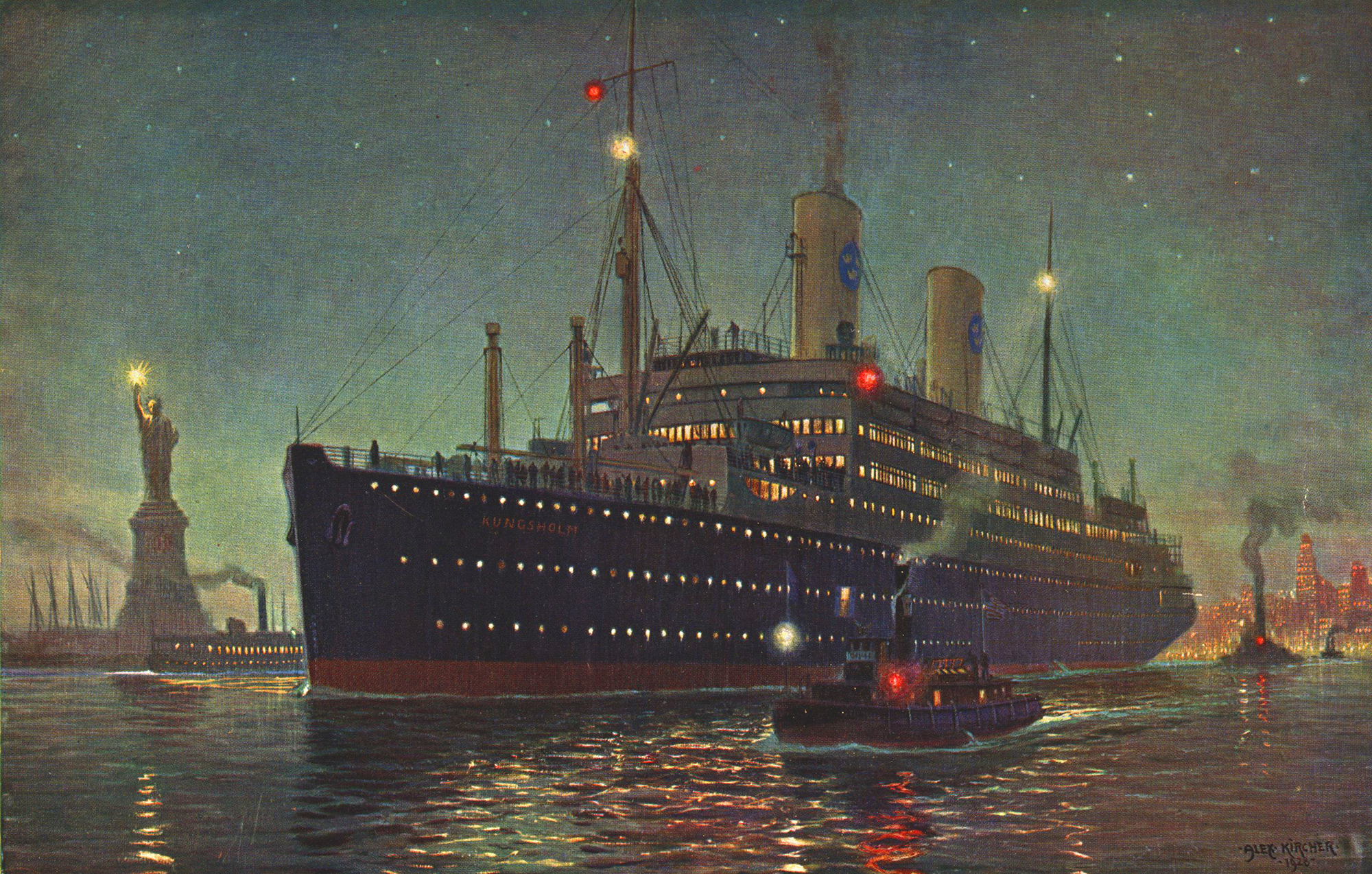
Alexander Kircher: Kungsholm beim Verlassen von New York im Jahr 1928

## Hintergrund
Die Kungsholm war das Schwesterschiff der Gripsholm, die zwei Jahre zuvor in Dienst gestellt worden war. Beide wurden von der Reederei Svenska Amerika Linien im Atlantikverkehr zwischen Göteborg und New York eingesetzt und beide wurden von Dieselmotoren angetrieben, was damals für Linienschiffe neu und ungewöhnlich war. Ihr Äußeres war ähnlich, schwarzer Rumpf und weißes Oberteil, ein zur  Wasserlinie rechtwinkliger Bug und zwei blassgelbe Schornsteine mit dem schwedischen Reichswappen, drei Kronen in hellblauem Oval. Am 3. Dezember 1928 erreichte die Kungsholm auf ihrer Jungfernfahrt zum ersten Mal New York.

## Einrichtung

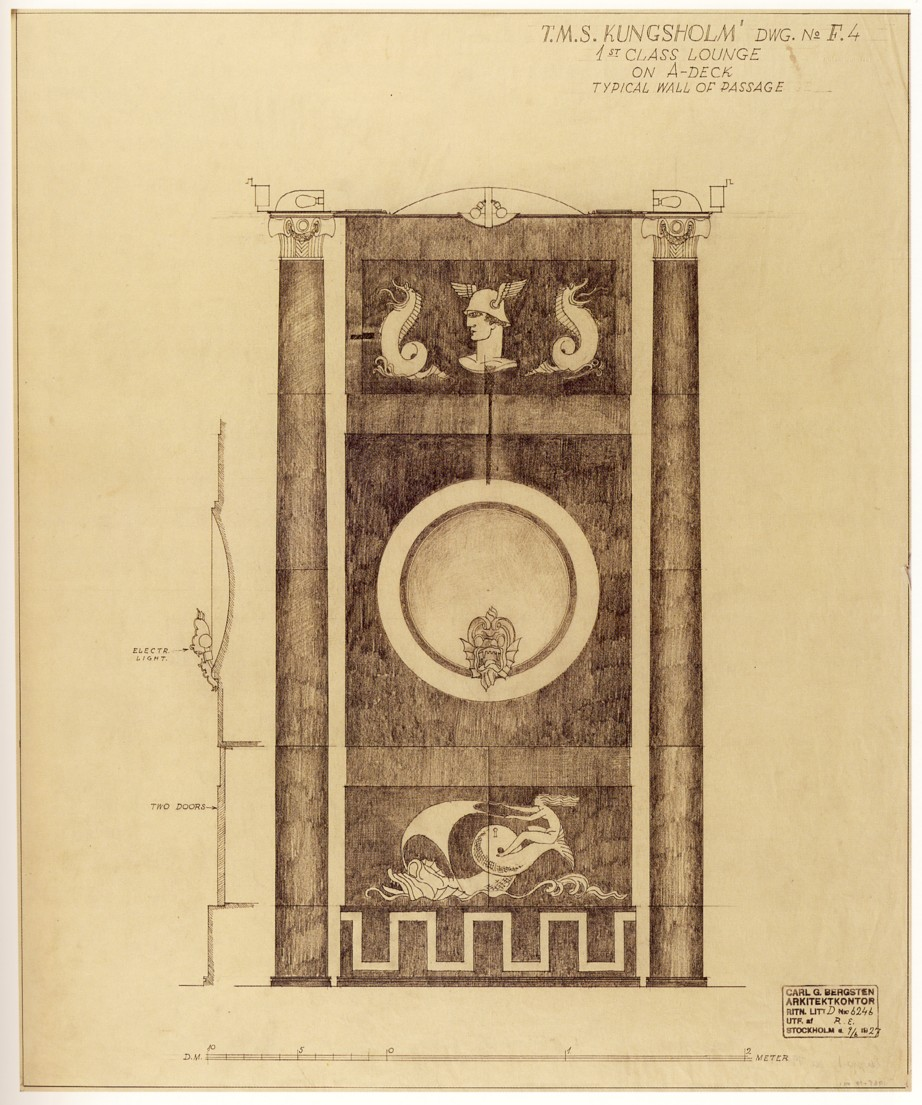
Dekorskizze
Bergstens arkitektkontor

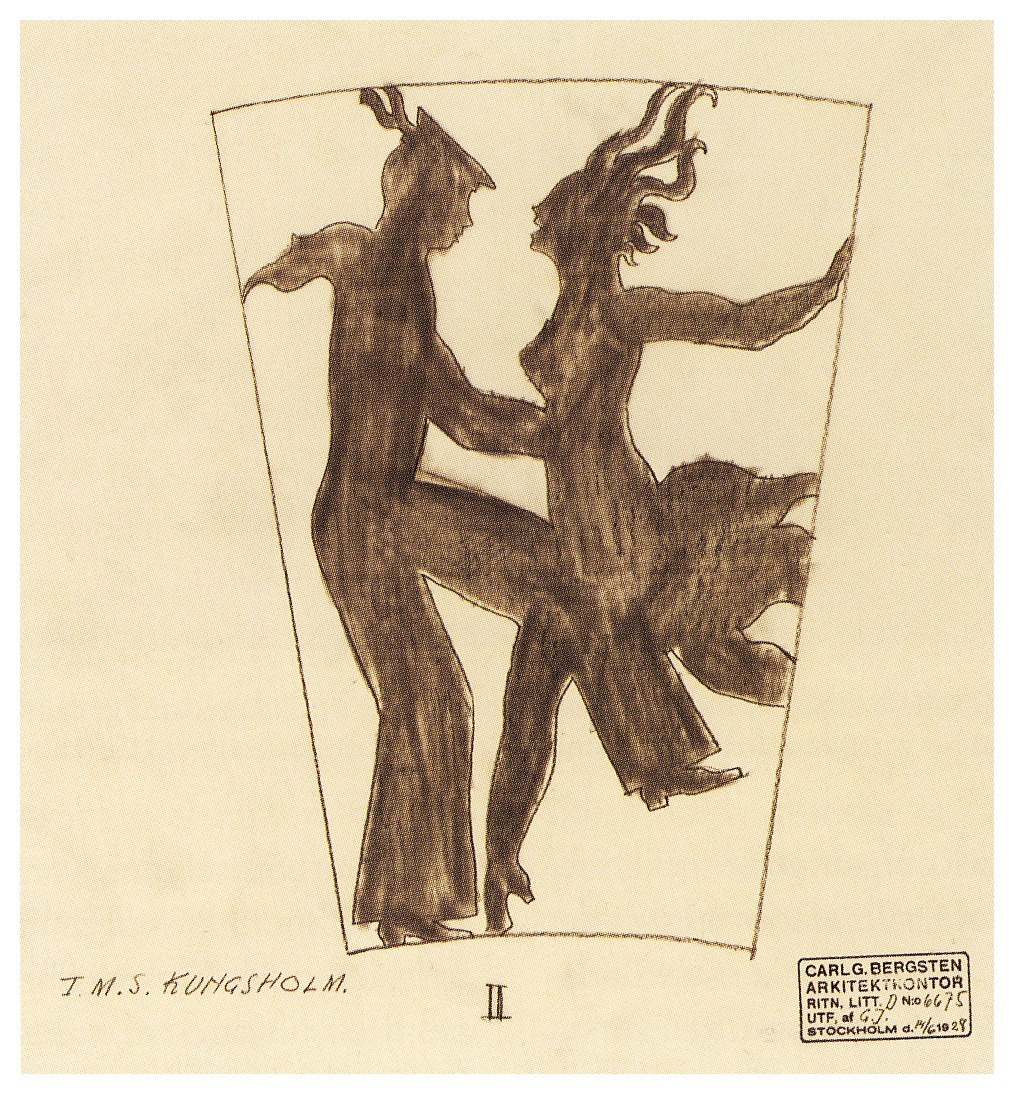
Dekorskizze
Bergstens arkitektkontor

Das Besondere der Kungsholm war jedoch ihre Einrichtung. Während die Gripsholm noch im schweren, traditionellen Stil des Neubarock und britischer Clubs ausgestattet war, sollte die Kungsholm der Welt und besonders den USA zeigen, was die schwedische Kunstindustrie und das schwedische Kunsthandwerk auf dem Gebiet des Art Déco vermochten und die Kungsholm sollte ein schwimmendes Schaufenster dafür werden.
Die Stilrichtung des Art Déco, deren schwedische Interpretation im Ausland Swedish grace oder Swedish modern getauft wurde, hatte ihre Glanzperiode in den 1920er Jahren in Schweden und nun sollte ein ganzes Schiff in diesem Stil eingerichtet werden.
Zum Verantwortlichen für die künstlerische Gestaltung wählte man den renommierten Architekten Carl Bergsten, der sich schon ein paar Jahre zuvor mit den Entwürfen zur Liljevalchs konsthall einen Namen gemacht hatte. Bergsten sammelte schwedische Designer und Künstler um sich, unter ihnen Carl Malmsten, Simon Gate, Edward Hald, Wilhelm Kåge und Isaac Grünewald. Die Einrichtung uns Ausstattung der Kungsholm wurde die am gründlichsten durchgearbeitete der 1920er Jahre in Schweden, vergleichbar nur mit dem Stockholmer stadshus von 1924. Dass Bergsten und seine Mitarbeiter ihre Aufgabe erfolgreich gelöst hatten, zeigten die positiven internationalen Reaktionen. Man war der Ansicht, dass nicht einmal die Franzosen etwas besseres hätten präsentieren können.

## Interieurbilder

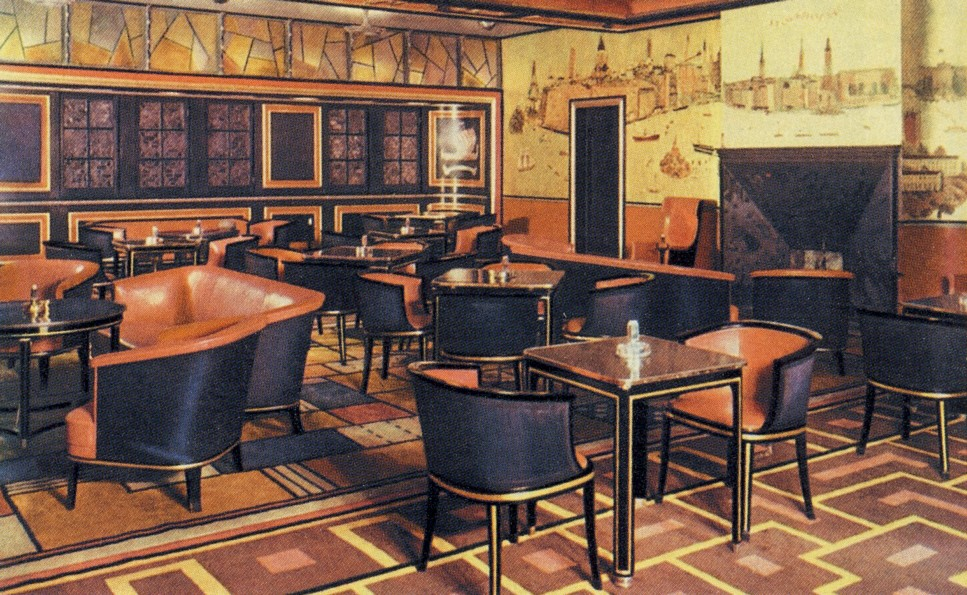
Erste Klasse Lounge
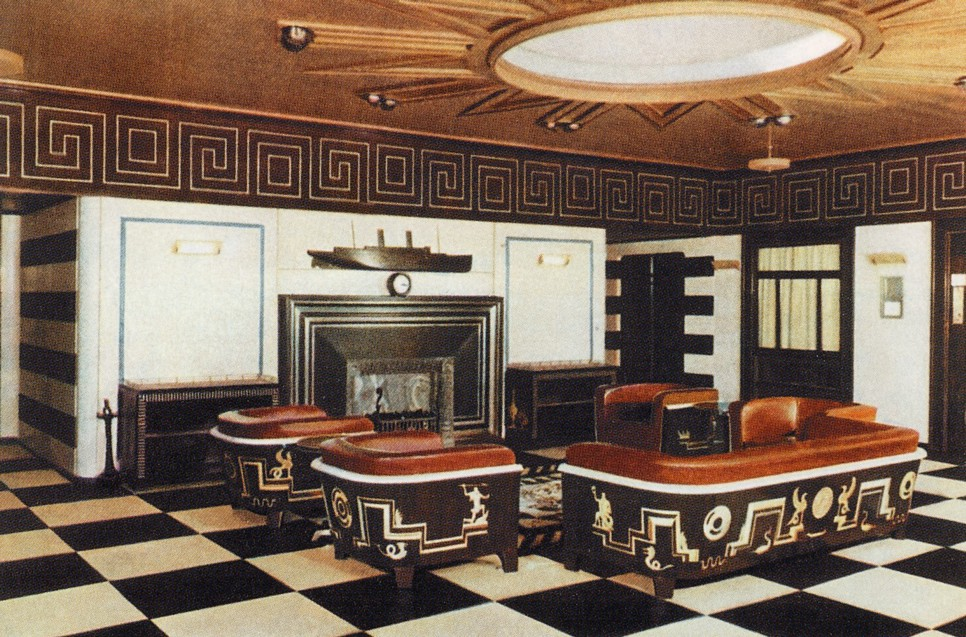
Erste Klasse Raucher
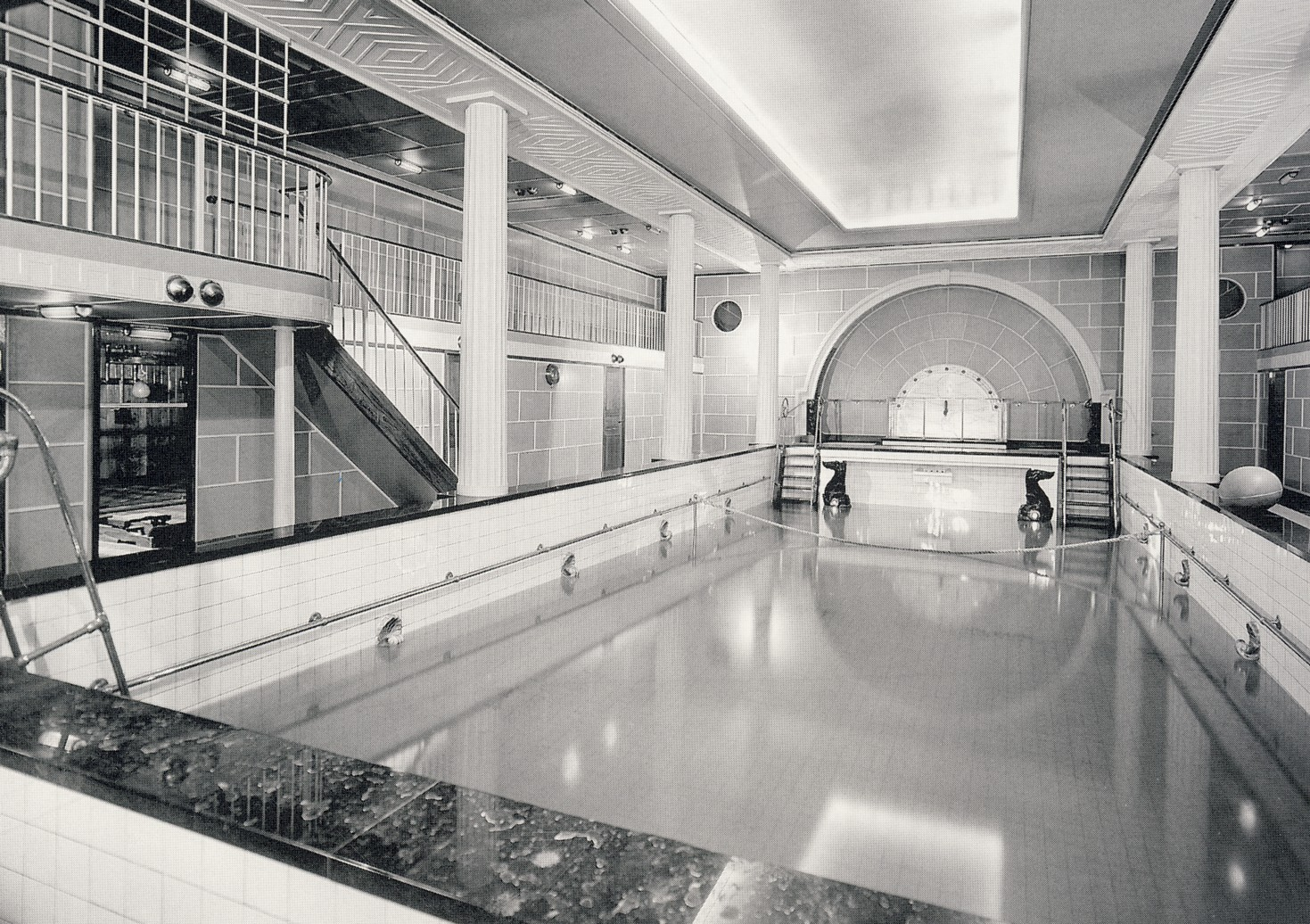
Das Schwimmbad
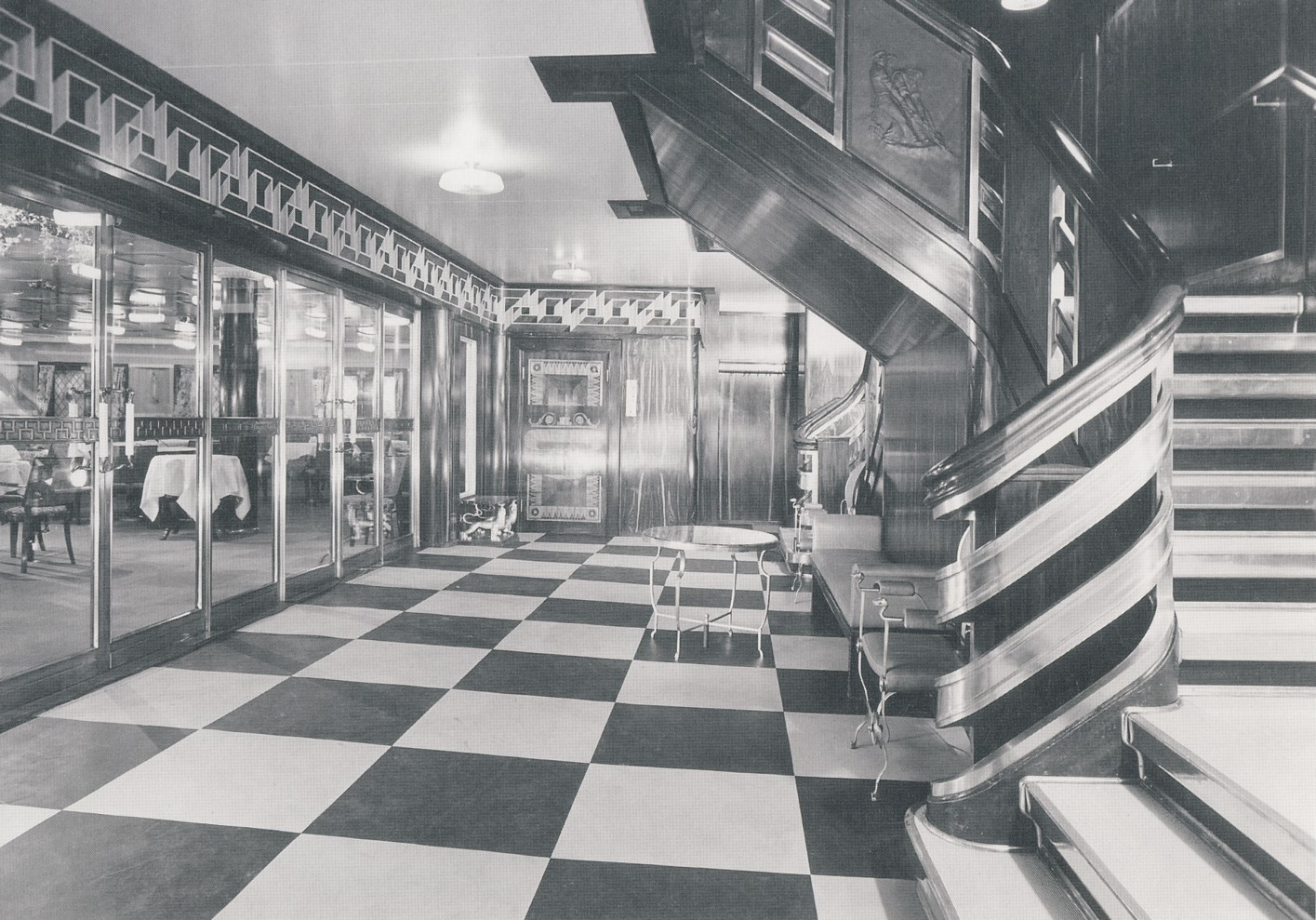
Treppe zur ersten Klasse

## Glanzzeit und Krieg
Die Glanzzeit der Kungsholm währte ungefähr zehn Jahre. Viele bekannte Persönlichkeiten reisten mit ihr über den Atlantik, unter ihnen Greta Garbo, Sigvard Bernadotte und das Prominentenpaar Alva und Gunnar Myrdal. Mit Ausbruch des Zweiten Weltkrieges 1939 wurden Atlantikreisen zu gefährlich und die Kungsholm wurde zu Kreuzfahrten in der Karibik eingesetzt. Der Schriftsteller J. D. Salinger arbeitete 1941 als Kreuzfahrtdirektor, bzw. Mitglied der Entertainment Crew auf ihr.
Als die USA 1941 in den Krieg eintraten, beschlagnahmte die amerikanische Regierung kurzerhand das schwedische Schiff  (bezahlte es aber später), das sich zufällig im New Yorker Hafen befand. Die Kungsholm wurde nun zu einem Truppentransporter mit dem Namen John Ericsson umgebaut. Dabei wurde die gesamte Inneneinrichtung wie Möbel, Ausstattung, Geschirr und Kunstgegenstände herausgerissen, weggeworfen oder unauffindbar zerstreut.

## Nachkriegszeit
Nach dem Krieg wurde das Schiff stillgelegt und 1947 im Hafen von New York schwer brandbeschädigt. Im selben Jahr kaufte die Svenska Amerika Linien ihr früheres Schiff wieder zurück und ließ es reparieren. In den 1950er Jahren fuhr sie unter dem Namen Italia und während der 1960er Jahre fungierte sie als schwimmendes Hotel auf den Bahamas. Im Jahr 1965 wurde sie schließlich in Bilbao verschrottet.
Praktisch nichts ist vom fantastischen Ursprungsinterieur der Kungsholm erhalten geblieben. Beim Betrachten der zahlreichen Zeichnungen und farbigen Präsentationsskizzen von Carl G. Bergsten Arkitektkontor, die im Architekturmuseum in Stockholm und im Seefahrtsmuseum in Göteborg archiviert sind, bekommt man jedoch einen guten Eindruck davon, welchen einmaligen, kulturhistorischen Wert die Einrichtung der Kungsholm einmal hatte.

## Daten
- BRT: 20.223
- Abmessungen: Länge 181,3 m; Breite 23,9 m
- Maschine: Burmeister & Wain Dieselmotoren, die zwei Schrauben treiben
- Geschwindigkeit: 17,5 Knoten
- Passagiere: 1544